# Daniel Frei (Politiker)

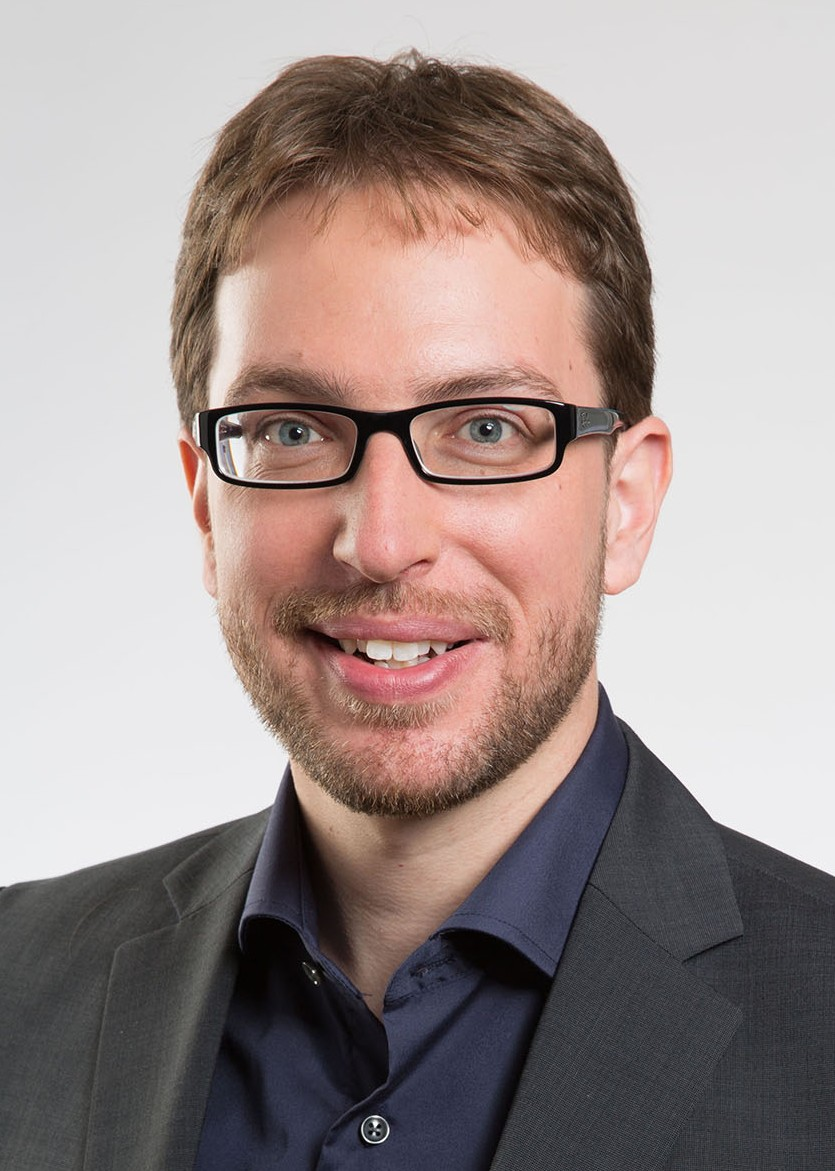
Daniel Frei (2015)

Daniel Frei (* 5. Februar 1979 in Zürich) ist ein Schweizer Politiker (SP, seit 2019 GLP). Er war von 2018 bis 2019 Nationalrat.

## Leben
Daniel Frei besuchte die Primar- und Sekundarschule in Niederglatt und schloss an der Kantonsschule Zürcher Unterland mit der Matura Typus B ab. Anschliessend absolvierte er ein Studium in Politikwissenschaft sowie Völker- und Staatsrecht an den Universitäten Zürich und Bonn, welches er mit dem Lizenziat abschloss. Von 2012 bis 2018 arbeitete er als Integrationsbeauftragter in Opfikon. Seit 2018 arbeitet er als Geschäftsleiter des Zweckverbandes Sozialdienste Bezirk Dielsdorf.
Frei lebt mit seiner Frau, der Zürcher GLP-Kantonsrätin Claudia Frei-Wyssen und fünf Kindern in Uster.

## Politik
Seit 1999 war Frei Mitglied der SP Bezirk Dielsdorf, in der er ab 1999 als Vorstandsmitglied und von 2004 bis 2012 Präsident aktiv war. Parallel dazu war er von 1999 bis 2004 Präsident der SP Unteres Glattal. Von 2004 bis 2008 arbeitete er als Parteisekretär bei der SP Kanton Zürich, von 2008 bis 2012 als Generalsekretär. Anschliessend übernahm er 2012 das Präsidium der SP Kanton Zürich. 2017 trat er aufgrund des Konflikts zwischen Regierungsrat Mario Fehr und der Partei vorzeitig als Parteipräsident zurück, da er das Amt dadurch nicht mehr so ausführen konnte, wie er es für richtig hielt. Frei wurde wie Fehr dem rechten, sozialliberalen Flügel der SP zugeordnet.
Auf kommunaler Ebene war Daniel Frei von 2002 bis 2010 Schulpfleger der Primarschule Niederglatt und der Sekundarschule Niederhasli-Niederglatt-Hofstetten. Danach von 2010 bis 2018 Gemeinderat in Niederhasli (Sicherheits- und Sozialvorstand). In dieser Funktion präsidierte er den Zweckverband Polizei Rümlang-Oberglatt-Niederhasli-Niederglatt (RONN). Dazu war er Vorstandsmitglied des Zweckverbands Sozialdienste Bezirk Dielsdorf.
2014 wurde Daniel Frei in den Zürcher Kantonsrat gewählt, wo er erst Mitglied der Kommission für Justiz und Staat und anschliessend der Geschäftsprüfungskommission war. Am 10. Dezember 2018 wurde er als Nationalrat vereidigt, weshalb er aus dem Kantonsrat austrat. Er rückte für Chantal Galladé nach. Im Nationalrat war er Mitglied der Sicherheitspolitischen Kommission.
Nachdem er als Bisheriger von der Delegiertenversammlung der SP Zürich für die Nationalratswahl auf den für ihn enttäuschenden zehnten Listenplatz gesetzt worden war, kehrte er am 29. Mai 2019 zusammen mit seiner Frau der Partei den Rücken und trat der GLP bei. Bei den Wahlen 2019 trat er nicht wieder an.